# 바스크인
바스크인(바스크어: euskaldunak, 스페인어: vascos, 프랑스어: basques, 영어: basques(/bɑːsks/ 또는 /bæsks/))은 바스크어와 바스크 문화라는 특징을 공유하는 서유럽의 민족이다. 250여 만 명이 스페인에 살고, 55만 명 정도가 프랑스 지역에 산다. 근현대에는 통일정부가 수립한 적이 없었으나 1980년대 이후 스페인 정부는 바스크주 등에 제한된 자치권을 부여하여 세 개의 자치구역이 생겨났다.

## 유래
현대의 고고학적 연구에서 가설마다 세부적인 차이는 있으나, 구석기 시대에 유럽에 먼저 진입한 고유럽인(Pre-European)의 일종인 고대 바스크인(Proto-Basque)이 인도유럽어 민족 및 연관 문화의 확산에도 불구하고 바스크 지방에서 언어, 문화적 정체성을 유지한 케이스라는 것이 공통적으로 받아들여진다. 형질상 대부분의 현대 바스크인은 인근 민족과 차이가 적으므로 보통 언어·문화적 의미에서의 후예일 뿐으로 간주되나 고유럽인에게서 유래한 것으로 추정되는 일부 mtDNA 하플로그룹이 유의미하게 높게 나타나는 것이 이주경로를 추정할 근거를 제공하기도 한다.
일각에서는 고대 이베리아어와 연관성과 서유럽의 일부 지명에 남긴 기층(substratum)적 흔적을 주장하기도 한다. 조지아어 등 캅카스 제어와의 연관성이 주장되기도 하나 일반적으로 유전적, 언어학적 차이로 인해 부정된다.

## 역사
로마 시대부터 바스크계 부족 집단이 바스코네스족과 아퀴타니족 등의 이름으로 문헌에 등장한다. 이들은 서고트 왕국, 우마이야 칼리파국, 프랑크 왕국 등의 세력 확장 속에서 여러 영지로서 지배받다가 중세에 바스크인이 주도한 나바라 왕국이 성립하면서 아라곤, 카스티야, 프랑스 서남부 등에 영향력을 미쳤다. 그러나 이후 카스티야에 밀려 현재의 바스크 지방에 영토가 한정되었고, 결국 16세기에 나바라 정복으로 스페인의 일부로 편입되었으나 자치정부는 유지되었다. 그러나 프랑스령 바스크 지방은 프랑스 혁명 이후 자치권을 잃었고 스페인령 바스크 지방 역시 카를로스파 전쟁 중에 자치권을 잃었다.
근대에 바스크 민족주의가 강해지면서 19세기 말부터 본격적인 독립운동이 시작되었다. 프랑코 정권 중에 반정부적인 바스크 민족주의는 주요한 탄압의 대상이 되었고 1959년 분리주의 무장조직인 바스크 조국과 자유(ETA)가 성립하여 테러를 일으키기도 했다. 스페인의 민주화 이후 1978년 바스크주가 자치권을 획득하였고, 프랑스령 바스크도 부분적 자치권을 인정받고 있다. 이후 분리주의는 다소 약화되어 2017년 ETA는 완전히 무장해제를 선포했다.

## 같이 보기
- 바스크어
- 바스크
  - 바스크주
  - 프랑스령 바스크
- 나바라 왕국